# Pwyll
În mitologia  celtică, Pwyll era un rege din Dyfed, un teritoriu sudic din Țara Galilor. El apare în numeroase legende cum ar fi cea în care se întâlnește cu Arawn stăpânul Tărâmului Morților (Annwvyn). Într-o zi, pe când se afla la vânătoare în pădure, Pwyll zădărnicește urmărirea unui cerb de către niște câini albi, cu urechi roșii și înfățișări ciudate. După ce gonește acești câini, este pedepsit de proprietarul acestora, Arawn, stăpânul Annwvyn-ului, să trăiască în locul lui pentru un an și o zi, pe Tărâmul Morților. Astfel, Pwyll va avea în toată acea perioadă de timp înfățișarea lui Arawn, în timp ce Arawn va avea chipul regelui și funcțiile acestuia. După un an și o zi, Pwyll va trebui, aflându-se în locul lui Arawn, să se lupte cu Hafgan, un pretendent la conducerea Annwvyn-ului. Pwyll îndeplinește poruncile, în timp ce Arawn conduce regatul cu înțelepciune, făcându-l să devină prosper și puternic. Ba chiar mai mult,Pwyll refuză dragostea reginei Lumii Celeilalte, și din această pricină el și Arawn devin prieteni. După un an și o zi, Hafgan este învins, iar rolurile inițiale ale celor doi eroi sunt reocupate. Mai târziu, Pwyll vede o fată foarte frumoasă trecând pe un cal alb și se îndrăgostește de ea. El nu reușește însă să o ajungă din urmă nici măcar cu cei mai iscusiți călăreți ai săi. În cele din urmă fata se oprește, iar Pwyll află că o cheamă Rhiannon și că merge să se căsătorească împotriva voinței ei cu Gwawl. Pwyll hotărăște să se însoare cu Rhiannon, dar în ziua nunții ea este răpită prin șiretlicuri de Gwawl. Pwyll se folosește de un sac magic pentru a-l captura pe Gwawl, apoi o recapătă pe Rhiannon și cei doi se căsătoresc. Trei ani mai târziu, regina are un  fiu, care dispare însă din leagăn în mod misterios. Îngrijitoarele copilului dau vina pe Rhiannon care este pedepsită de Pwyll să stea șapte ani la poarta palatului. După o perioadă de timp, un nobil din împrejurimi, Teyrnon, găsește un copil și își dă seama că este al regelui. Odată găsit pruncul, reginei Rhiannon i se retrage pedeapsa. Copilului i se pune numele Pryderi, adică "necaz".   